# Leonor Seixas
Leonor Seixas Moreira Serafim (Lisboa, 30 de novembre de 1980) és una actriu portuguesa.

## Biografia
Leonor Seixas va néixer el 30 de novembre de 1980 a Lisboa. És filla de la pianista Carla Seixas i del cantant líric Fernando Serafim.
Després d'assistir a l'Escola de Dansa del Conservatório Nacional Leonor Seixas va estudiar a l'Escola Professional de Teatre de Cascais i va assistir al Lee Strasberg Theatre Institute de Nova York durant 3 anys.
A televisió guanya projecció després de la telenovela O Olhar da Serpente (2002) a SIC i Saber Amar (2002) de TVI.
Puja als escenaris del teatre en muntatges com Marcas de Sangue (2005) de Judy Upton, dirigida per Isabel Medina en una presentació de l'"Escola de Mulheres - Oficina de Teatro" al Teatro da Comuna o 1755 - O Grande Terramoto (2006), pel "Teatro da Trindade - INATEL".
En cinema, Leonor Seixas debuta en llargmetratges a la premiada A Passagem da Noite (2003) de Luís Filipe Rocha, després d'haver rebut un premi a la Mostra de València per aquesta interpretació. NEn la seva trajectòria cinematogràfica també destaquen Até Amanhã, Camaradas (2005) que li va valer una nominació als Premis Sophia i Sei Lá (2014) amb la qual va sumar nominacions als Premis Àquila, Premis Sophia i Globos de Ouro.
Després d'haver viscut anteriorment a París, Rio de Janeiro i Nova York, resideix a Los Angeles des del 2010 en endavant.
Durant el rodatge de A Única Mulher (2015), va començar una relació amb l’ajudant de direcció Pedro Brandão, amb qui es casaria en secret l'estiu de 2015, celebrant públicament un segona cerimònia a [[[Las Vegas]], el març de 2016. La parella es va separar l'estiu de 2018.

## Teatre
| Any  | Títol                     | Companyia/Grup                         | Ref.  |
| ---- | ------------------------- | -------------------------------------- | ----- |
| 2005 | Marcas de Sangue          | Escola de Mulheres - Oficina de Teatro | [ 3 ] |
| 2006 | 1755 - O Grande Terramoto | "Teatro da Trindade - INATEL"          | [ 3 ] |
| 2007 | Dentadas                  | Escola de Mulheres - Oficina de Teatro | [ 3 ] |
| 2015 | Boas Pessoas              | "Novo Grupo/ Teatro Aberto"            | [ 3 ] |

## Cinema
| Any  | Títol                                           | Ref.               |
| ---- | ----------------------------------------------- | ------------------ |
| 2003 | A Passagem da Noite                             | [ 5 ] [ 7 ] [ 11 ] |
| 2008 | Gotas de Alma (curtmetratge)                    | [ 12 ]             |
|      | O Meu Alien                                     | [ 5 ]              |
| 2008 | Amália - O Filme                                | [ 13 ]             |
| 2009 | Uma Aventura na Casa Assombrada                 | [ 11 ]             |
| 2009 | Assalto ao Santa Maria                          | [ 5 ] [ 11 ]       |
| 2011 | Aristides de Sousa Mendes - O Cônsul de Bordéus | [ 5 ] [ 7 ] [ 11 ] |
| 2011 | Putas Marcianas                                 | [ 14 ]             |
| 2014 | Sei Lá                                          | [ 7 ] [ 11 ]       |
| 2014 | Regret                                          | [ 15 ]             |
| 2016 | Cegonhas (doblatge)                             | [ 11 ] [ 16 ]      |

## Televisió
| Any         | Projecte                         | Paper                                   | Notes                 | Canal |
| ----------- | -------------------------------- | --------------------------------------- | --------------------- | ----- |
| 2002        | O Olhar da Serpente              | Maria dos Prazeres Costa Moreira (jove) | Participació especial | SIC   |
| 2003 - 2004 | Saber Amar                       | Diana Alfarroba                         | Protagonista          | TVI   |
| 2004        | Inspetor Max                     | Marina                                  | Participació especial | TVI   |
| 2005        | Mistura Fina                     | Íris                                    | Actriu convidada      | TVI   |
| 2005        | Mistura Fina                     | Roda Leão                               | Actriu convidada      | TVI   |
| 2005        | Até Amanhã Camaradas (minisèrie) | Maria                                   | Protagonista          | SIC   |
| 2006        | PICA                             |                                         |                       | RTP2  |
| 2006        | Pedro e Inês                     | D. Constança                            | Elenc Principal       | RTP1  |
| 2006 - 2007 | Paixões Proibidas                | Adelaide Gusmão                         | Elenc Principal       | RTP1  |
| 2008 - 2009 | Vila Faia                        | Lúcia Henriques                         | Elenc Principal       | RTP1  |
| 2008        | Casos da Vida (Vida Desfeita)    | Vera Medeiros                           | Elenc Principal       | TVI   |
| 2008        | Casos da Vida (A Decisão)        | Mafalda                                 | Protagonista          | TVI   |
| 2008 - 2009 | Feitiço de Amor                  | Diana Prates                            | Elenco Principal      | TVI   |
| 2009        | Uma Aventura na Casa Assombrada  | Laura                                   | Participació especial | SIC   |
| 2010        | Laços de Sangue                  | Eunice Nogueira (Jove)                  | Participació especial | SIC   |
| 2012        | Liberdade 21                     | Inês                                    | Participació especial | RTP1  |
| 2015 - 2017 | A Única Mulher                   | Sílvia Caiado                           | Elenco Principal      | TVI   |
| 2016 - 2017 | Rainha das Flores                | Beatriz Correia                         | Elenco Principal      | SIC   |
| 2018 - 2019 | Circo Paraíso                    | Amélia                                  | Elenco Adicional      | RTP1  |
| 2019        | O Nosso Cônsul em Havana         | Anna Conover                            | Protagonista          | RTP1  |
| 2020        | Quer o Destino                   | Patricia Fontes                         | Elenc Principal       | TVI   |
| 2022 - 2023 | Quero É Viver                    | Lúcia Vaz                               | Elenc Principal       | TVI   |
| 2022        | Somos Portugal                   | Ella mateixa                            | Repórter convidada    | TVI   |
| 2024        | Cacau                            | Marlene                                 | Elenc Principal       | TVI   |

## Premis i nominacions
- Leonor Seixas va rebre el "Premi a la millor interpretació femenina" per la seva actuació a A Passagem da Noite a la XXV edició de la Mostra de València (2004)[8]
- Nominació a la "Millor actriu principal" als Premis Sophia 2014 de l'Acadèmia Portuguesa del Cinema per Até Amanhã, Camaradas (2005)[17]
- Nominació a "Millor actriu principal"}} als Premis Áquila 2014 de Fénix Associação Cinematográfica per Sei Lá (2014)[18]
- Nominació a "Millor actriu principal" als Premis Sophia 2015 de l'Acadèmia del Cinema Portuguès per Sei Lá (2014)[19]
- Nominació a "Millor actriu" pels Globos de Ouro 2015) per Sei Lá (2014)[20]